# Aralia leschenaultii
Aralia leschenaultii là một loài thực vật có hoa trong Họ Cuồng. Loài này được (DC.) J.Wen mô tả khoa học đầu tiên năm 1993.